# Resistenza (psicologia)
Nel corso della cura psicoanalitica, si dà il nome di resistenza a tutto ciò che negli atti e nel discorso dell'analizzando, si oppone all'accesso dei contenuti inconsci alla coscienza. Per estensione, Freud ha parlato di "resistenza alla psicoanalisi", la disciplina da lui scoperta, per indicare la generica opposizione che le sue scoperte hanno suscitato, in quanto rivelano i desideri inconsci e quindi espongono l'uomo ad una "umiliazione psicologica".
La resistenza è in sintesi, sia quella conscia voluta dal paziente che soprattutto quella inconscia, la forza che si oppone al lavoro analitico, alla guarigione e al superamento della nevrosi, quasi che il paziente "volesse" restare a convivere col proprio male. Tale resistenza, lungo il corso della cura, può assumere diverse forme, che prendono i nomi di: coazione a ripetere, reazione terapeutica negativa, o più genericamente resistenze dell'Io.
Si può affermare che l'impatto con le resistenze sia, a tutt'oggi, il principale ostacolo alla riuscita della cura psicoanalitica.

## Storia del concetto di resistenza
Il concetto di resistenza è stato introdotto precocemente da Freud; se ne trovano le prime tracce negli Studi sull'Isteria del 1895. La resistenza è stata scoperta in quanto ostacolo all'emersione dei sintomi, alla presa di coscienza del paziente e quindi al proseguimento e buon esito della cura. Freud la definì, giustamente, "il migliore ostacolo al lavoro terapeutico".
Il concetto di resistenza assunse molta importanza negli scritti tecnici di Freud; egli comprese presto, infatti, che non bastava comunicare ai pazienti il contenuto dei pensieri rimossi se prima non si interveniva sulla resistenza (da cui: "analisi delle resistenze"). Senza questo lavoro preliminare, che a volte occupa molto spazio, l'interpretazione di contenuto può rivelarsi inutile. In seguito, con la seconda topica (1920), l'accento è posto sul concetto di difesa: la resistenza assunse il significato di difesa, e come tale attribuita all'Io.

## Tipi di resistenza
Inizialmente, Freud vede la resistenza come una tipica difesa dell'Io: sono "gli strati superiori della vita psichica che hanno attuato la rimozione", ad opporsi al trattamento analitico e infine alla stessa guarigione. Il concetto di resistenza viene col tempo ad assumere un significato più ampio: si tratta di resistenze contro la guarigione. 
In seguito, in Inibizione, sintomo e angoscia (1926), Freud distinse diverse forme di resistenza: oltre a quelle attribuite all'Io (che comprendono la rimozione, la resistenza di transfert e il guadagno secondario della malattia), riconosce l'esistenza delle resistenze dell'Es e del Super-Io. Appartiene alle resistenze dell'Es soprattutto la coazione a ripetere, per cui la persona è portata a ripetere, nella cura, modelli inconsci di sofferenze infantili; mentre appartiene alle resistenze del Super-io il bisogno di punizione e la conseguente reazione terapeutica negativa.
Il problema della resistenza non cessò mai di interessare Freud, che anzi vide nella tenacia delle resistenze "l'ostacolo ultimo" alla terapia psicoanalitica, e lo scoglio, quasi inevitabile, contro cui la cura va ad arrestarsi. 

## La resistenza in Reich
Wilhelm Reich (1897-1957) fu, tra i primi contemporanei di Freud, quello che approfondì maggiormente il concetto di resistenza. Soprattutto nella prima parte della sua opera, egli si occupò di tecnica psicoanalitica in maniera originale, e i risultati dei suoi studi sono raccolti nella sua opera oggi maggiormente ricordata, Analisi del carattere (1933). Si deve a Reich avere ripreso e portato alle sue estreme conseguenze il concetto di resistenza, per cui l'analisi delle resistenze non solo diventa per Reich necessaria prima del lavoro interpretativo (intuizione, questa, ben presente anche in Freud), ma essa viene quasi a costituire un lavoro a sé, una lenta e minuziosa decostruzione che deve aver per oggetto prima l'analisi delle resistenze, e solo successivamente, una volta smontata la corazza caratteriale, l'eventuale lavoro interpretativo sui contenuti psichici e sul transfert. Reich diede il nome di corazza caratteriale all'insieme delle resistenze e delle difese che, nei diversi individui, possono assumere stili e tonalità particolari (isterica, ossessiva, narcisistica e masochistica).